# دریای آبی عمیق (فیلم ۱۹۹۹)
دریای آبی عمیق (به انگلیسی: Deep Blue Sea) یک فیلم علمی تخیلی و ترسناک آمریکایی، محصول سال ۱۹۹۹ به کارگردانی رنی هارلین با بازی سافرون باروز، توماس جین، مایکل راپاپورت، ال ال کول جی، ژاکلین مک‌کنزی، استلان اسکاشگورد، آیدا تورتورو و ساموئل ال. جکسون است. ماجرای فیلم در یک تأسیسات منزوی در زیر آب می‌گذرد، این فیلم گروهی از دانشمندان و تحقیقات آنها بر روی کوسه‌های ماکو پوزه کوتاه برای کمک به مبارزه با بیماری آلزایمر را دنبال می‌کند. زمانی که کوسه‌های دستکاری ژنتیکی شده دست به حمله می‌زنند و به تأسیسات سرازیر می‌شوند، وضعیت به هرج و مرج فرومی‌رود.

## داستان
وقتی گروهی از دانشمندان برای درمان بیماری آلزایمر مشغول تحقیق بر روی کوسه‌ها، در یک مرکز تحقیقات ایزوله هستند، اتفاقی باعث می‌شود که محبور به مقابله با سه کوسه جهش یافته و خطرناک شوند …

## تولید
تصویربرداری اصلی در ۳ اوت ۱۹۹۸ آغاز شد. بیشتر فیلم در استودیو فاکس باجا در روساریتو بیچ، مکزیک فیلمبرداری شد، جایی که تیم تولید مجموعه‌هایی را بالای مخازن بزرگ آب که برای فیلم تایتانیک جیمز کامرون در سال ۱۹۹۷ ساخته شده بود، ساختند.

## دنباله‌ها
- دریای آبی عمیق ۲ (۲۰۱۸)
- دریای آبی عمیق ۳ (۲۰۲۰)